# خارد بورگتی
خارد بورگتی (انگلیسی: Jared Borgetti؛ زاده ۱۴ اوت ۱۹۷۳) یک بازیکن فوتبال اهل مکزیک است.
وی همچنین در تیم ملی فوتبال مکزیک بازی کرده‌است.